# Ratolí marsupial pigmeu
El ratolí marsupial pigmeu (Planigale maculata) és una espècie de ratolí marsupial originària d'Austràlia. Com tots els ratolins marsupials, és carnívor i ocupa nínxols similars als ocupats per insectívors d'altres parts del món. S'alimenta principalment d'insectes i altres artròpodes, tot i que de vegades pot menjar-se altres animals petits, com ara sargantanes o ocells.